# Cengiz Ünder
Cengiz Ünder (turecká výslovnost: [dʒeɲˈɟiz ynˈdæɾ]; * 14. července 1997 Sındırgı) je turecký profesionální fotbalista, který hraje na pozici pravého křídelníka za turecký klub Fenerbahçe SK a za turecký národní tým.

## Klubová kariéra
Ünder zahájil svou profesionální kariéru v Altinordu a v roce 2016 přestoupil do istanbulského Başakşehiru za částku okolo 5 miliónů euro. Ve své jediné sezóně v klub se Ünder stal jedním z nejlepších hráčů ligy a ve své první sezóně v Süper Lig vstřelil 7 gólů v 32 zápasech.

### AS Řím

Ünder v dresu AS Řím (2018)

Dne 16. července 2017 přestoupil do italského klubu AS Řím za poplatek za přestup okolo 14 milionu euro. Svůj první gól v klubu vstřelil 4. února 2018 při výhře 1:0 nad Hellasem Verona v Serii A. Ve stejném měsíci debutoval v Lize mistrů; i přes jeho vstřelenou branku římský celek prohrál 1:2 s Šachtarem Doněck v prvním zápase osmifinále turnaje, stal se tak nejmladším tureckým hráčem, který kdy skóroval v Lize mistrů.

#### Leicester City (host.)
Dne 20. září 2020 odešel Ünder do anglického klubu Leicester City FC na sezónní hostování s opcí na trvalý přestup. Debutoval v klubu 4. října při porážce 3:0 proti West Hamu United, když v 55. minutě vystřídal zraněného Daniela Amarteye. 25. října 2020 asistoval na vítězný gól Jamieho Vardyho při výhře 1:0 nad Arsenalem. 10. prosince 2020 vstřelil Ünder svůj první gól v Leicesteru při domácím vítězství 2:0 nad řeckým AEK Atény v Evropské lize.

## Reprezentační kariéra
V listopadu 2016 byl Ünder poprvé povolán do turecké reprezentace na zápas proti Kosovu. Ve svém druhém utkání, v přátelském zápase proti Moldavsku v březnu 2017, vstřelil svůj první reprezentační gól.

## Kontroverze
Po turecké invazi do Afrínu v severní Sýrii, kterou provedly turecké ozbrojené síly v lednu 2018, Ünder zasalutoval jako oslavu svého gólu v domácím zápase AS Řím proti Beneventu v Serii A. V říjnu 2019, po turecké ofenzívě do severovýchodní Sýrie, zveřejnil Ünder obrázek výše zmíněné oslavy na svém Twitteru; jeho kontroverzní příspěvek vyvolal kritiku na sociálních médiích od fanoušků AS Řím.

## Statistiky

### Klubové
K 28. únoru 2021
| Klub                   | Sezóna  | Liga             | Liga   | Liga | Národní pohár | Národní pohár | Ligový pohár | Ligový pohár | Evropské poháry | Evropské poháry | Celkem | Celkem |
| Klub                   | Sezóna  | Liga             | Zápasy | Góly | Zápasy        | Góly          | Zápasy       | Góly         | Zápasy          | Góly            | Zápasy | Góly   |
| ---------------------- | ------- | ---------------- | ------ | ---- | ------------- | ------------- | ------------ | ------------ | --------------- | --------------- | ------ | ------ |
| Altınordu              | 2014/15 | TFF First League | 20     | 5    | 6             | 0             | —            | —            | —               | —               | 26     | 5      |
| Altınordu              | 2015/16 | TFF First League | 31     | 6    | 1             | 0             | —            | —            | —               | —               | 32     | 6      |
| Altınordu              | Celkem  | Celkem           | 51     | 11   | 7             | 0             | —            | —            | —               | —               | 58     | 11     |
| İstanbul Başakşehir    | 2016/17 | Süper Lig        | 32     | 7    | 7             | 2             | —            | —            | 4               | 0               | 43     | 9      |
| AS Řím                 | 2017/18 | Serie A          | 26     | 7    | 1             | 0             | —            | —            | 5               | 1               | 32     | 8      |
| AS Řím                 | 2018/19 | Serie A          | 26     | 3    | 1             | 0             | —            | —            | 6               | 3               | 33     | 6      |
| AS Řím                 | 2019/20 | Serie A          | 18     | 3    | 2             | 0             | —            | —            | 3               | 0               | 23     | 3      |
| AS Řím                 | Celkem  | Celkem           | 70     | 13   | 4             | 0             | —            | —            | 14              | 4               | 88     | 17     |
| Leicester City (host.) | 2020/21 | Premier League   | 9      | 0    | 2             | 1             | 0            | 0            | 8               | 1               | 19     | 2      |
| Celkem                 | Celkem  | Celkem           | 162    | 31   | 20            | 3             | 0            | 0            | 26              | 5               | 208    | 39     |

### Reprezentační
K 27. květnu 2021
| Turecko | Turecko | Turecko |
| Rok     | Zápasy  | Góly    |
| ------- | ------- | ------- |
| 2016    | 1       | 0       |
| 2017    | 6       | 3       |
| 2018    | 10      | 1       |
| 2019    | 3       | 2       |
| 2020    | 6       | 2       |
| 2021    | 1       | 0       |
| Celkem  | 27      | 8       |

K zápasu odehranému 27. května 2021. Skóre a výsledky Turecka jsou vždy zapisovány jako první
| Gól | Datum              | Místo                                      | Soupeř     | Skóre | Výsledek | Soutěž                                |
| --- | ------------------ | ------------------------------------------ | ---------- | ----- | -------- | ------------------------------------- |
| 1.  | 27. března 2017    | New Eskişehir Stadium, Eskišehir, Turecko  | Moldavsko  | 3:0   | 3:1      | Přátelský zápas                       |
| 2.  | 11. června 2017    | Loro Boriçi Stadium, Skadar, Albánie       | Kosovo     | 2:1   | 4:1      | Kvalifikace na Mistrovství světa 2018 |
| 3.  | 13. listopadu 2017 | Antalya Stadium, Antalya, Turecko          | Albánie    | 1:2   | 2:3      | Přátelský zápas                       |
| 4.  | 27. března 2018    | Stadion Pod Goricom, Podgorica, Černá Hora | Černá Hora | 1:0   | 2:2      | Přátelský zápas                       |
| 5.  | 30. května 2019    | Antalya Stadium, Antalya, Turecko          | Řecko      | 1:0   | 2:1      | Přátelský zápas                       |
| 6.  | 8. června 2019     | Konya Büyükşehir Stadium, Konya, Turecko   | Francie    | 2:0   | 2:0      | Kvalifikace na Euro 2020              |
| 7.  | 11. listopadu 2020 | Vodafone Arena, Istanbul, Turecko          | Chorvatsko | 3:3   | 3:3      | Přátelský zápas                       |
| 8.  | 15. listopadu 2020 | Stadion Şükrü Saracoğlu, Istanbul, Turecko | Rusko      | 2:1   | 3:2      | Liga národů UEFA 2020/21              |

## Ocenění

### Klubové

#### Leicester City
- FA Cup: 2020/21[19]

### Individuální
- Fotbalista roku (Turecko): 2018[20]